# سام بوتشر
سام بوتشر (بالإنجليزية: Sam Butcher)‏ هو رسام وفنان وشخصية أعمال أمريكي، ولد في 1939 في جاكسون في الولايات المتحدة.